# Macropidia fuliginosa
Macropidia fuliginosa är en enhjärtbladig växtart som först beskrevs av William Jackson Hooker, och fick sitt nu gällande namn av George Claridge Druce. Macropidia fuliginosa ingår i släktet Macropidia och familjen Haemodoraceae. Inga underarter finns listade.

## Bildgalleri

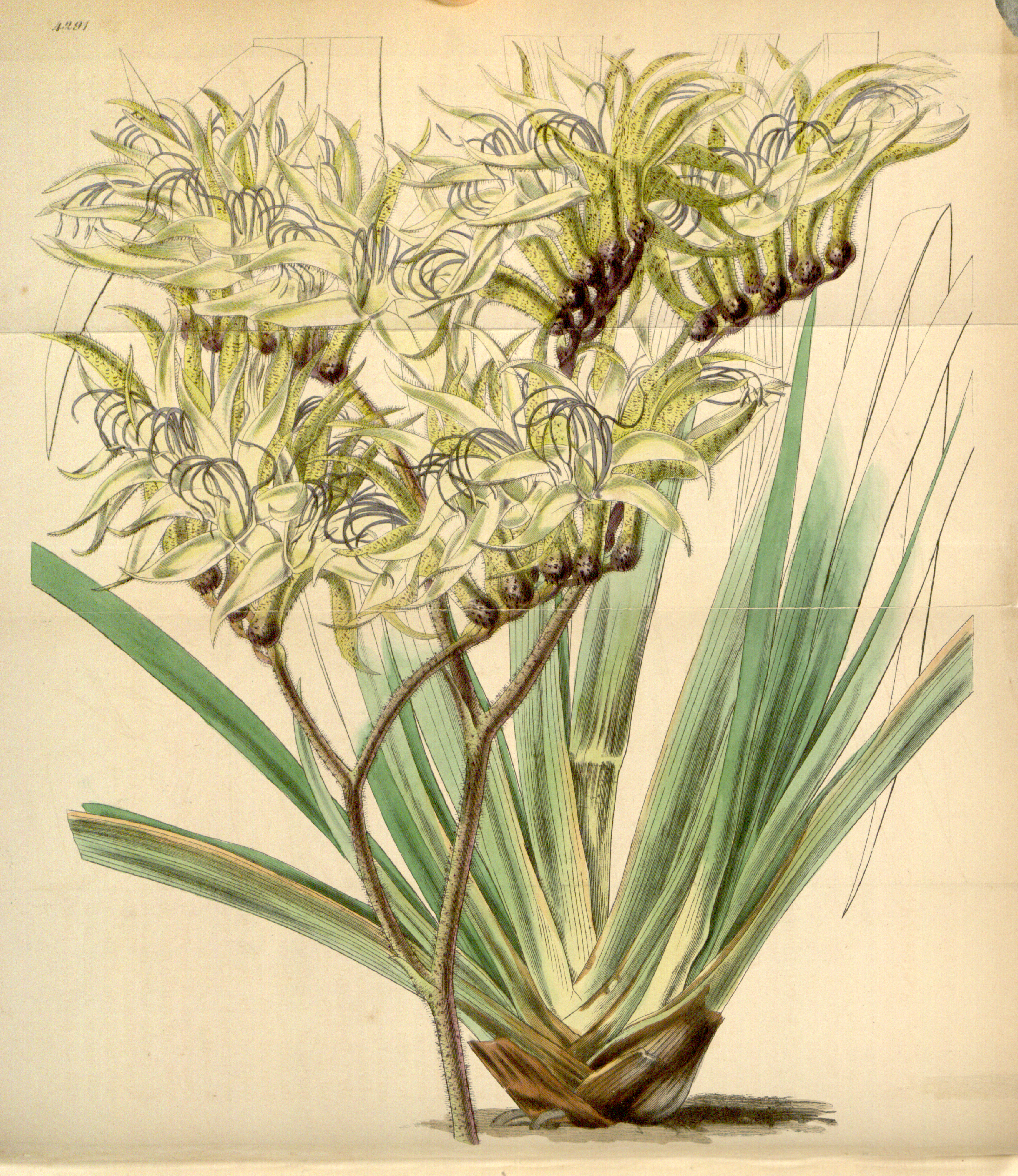